# Rembert Dodoens

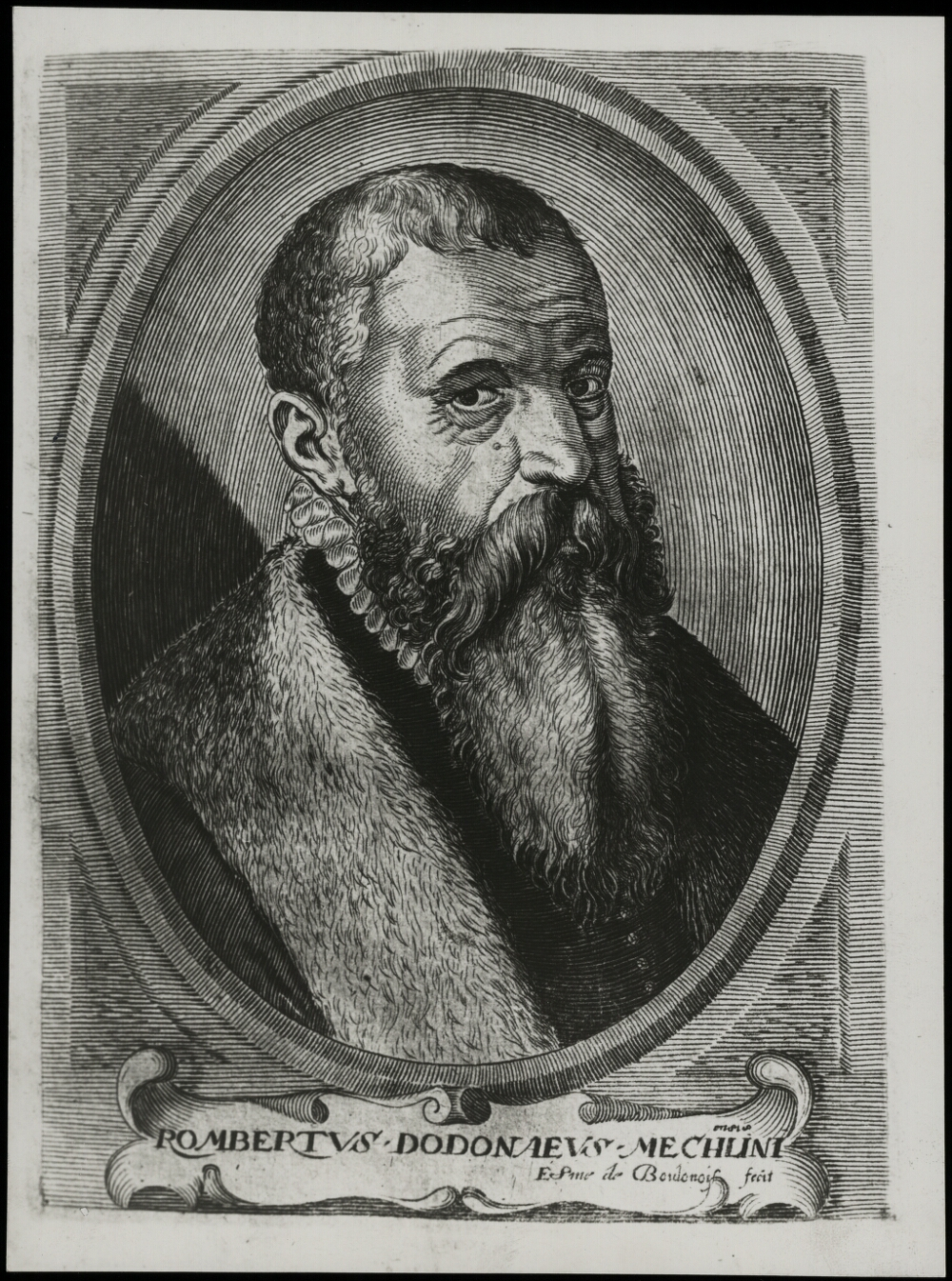
Portret van Rembert Dodoens, bewaard in de Universiteitsbibliotheek Gent

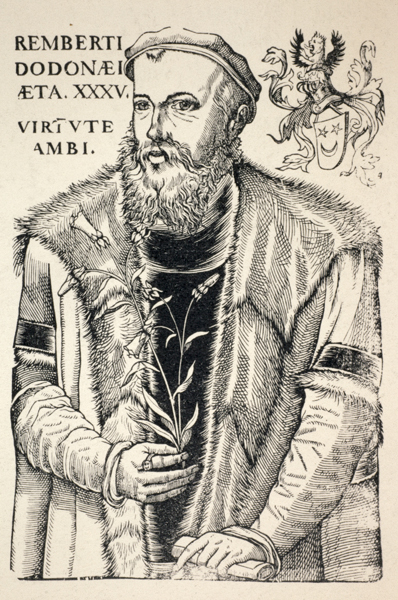
Rembert Dodoens als 35-jarige, afbeelding uit Cruydeboeck (1554)

Rembert Dodoens, ook bekend onder zijn gelatiniseerde naam Rembertus Dodonaeus (Mechelen, 29 juni 1517 – Leiden, 10 maart 1585) was een plantkundige en arts uit de Zuidelijke Nederlanden.
In 1541 werd hij stadsgeneesheer te Mechelen; daarna was hij van 1575 tot 1578 de keizerlijke lijfarts te Wenen. In 1582 werd hem een leerstoel aangeboden aan de Universiteit Leiden, waarop hij naar Holland vertrok. Hij werd er hoogleraar in de geneeskunde. Na zijn dood werd hij in de Pieterskerk te Leiden begraven, waar nog een gedenkteken aan hem herinnert.

## Afkomst
De familie Dodoens was oorspronkelijk afkomstig uit Friesland. Daar bekleedden ze vooraanstaande functies in de politiek en de rechtspraak. Zijn vader, Denys Dodoens, kwam naar Leuven om geneeskunde te studeren. Na zijn studie werd hij stadsgeneesheer in Mechelen. Hij bouwde daar een zeer goed netwerk op, zodat hij zelfs Margareta van Oostenrijk mocht verzorgen op haar sterfbed. De moeder van Rembert Dodoens, Ursule Roelants, is waarschijnlijk familie van verscheidene stadsgeneesheren uit Mechelen. Dodoens was dus afkomstig uit een gegoede familie die medische interesse stimuleerde.

## Levensloop
Rembert Dodoens ging op 9 augustus 1530 aan de Leuvense universiteit geneeskunde, kosmografie en aardrijkskunde studeren, evenals Latijn en Grieks aan het Collegium Trilingue. Hij was toen 13 jaar, maar dit was in de 16e eeuw niet uitzonderlijk, aangezien er geen voorstudie vereist was.
Dodoens doorliep zijn studiecyclus in een tijd dat het onderwijs een complete vernieuwing onderging. Hij behaalde al op zijn 18e zijn licentiaat in de geneeskunde. Hij haalde vervolgens ook de titel van doctor. Velen ambieerden geen doctorstitel vanwege de dure feestelijkheden die de gepromoveerde zelf diende te bekostigen.
Terwijl hij geneeskunde studeerde, volgde hij eveneens kosmografie bij Gemma Frisius en vervolledigde hij zijn kennis van het Latijn, Grieks en Hebreeuws aan het Collegium Trilingue. Tijdens zijn studie werd de medische faculteit beheerst door twee tegenstrijdige strekkingen over wetenschap:
1. de stroming die gebaseerd was op objectieve waarnemingen en experimenten. Deze stroming verwierp elke vorm van tekstanalyse uit de klassieke oudheid en uit de islamitische bronnen;
2. de stroming die uitsluitend de Arabische geneeskunde van Avicenna wilde aannemen en de Grieks-Romeinse geneeskunde verwierp.

De eerste stroming volgde uit de invloed die het Collegium Trilingue onder andere op de medische faculteit had. Deze vorm van onderwijs was exclusief gebaseerd op objectieve taalanalyse van de beste schrijvers, zonder rekening te houden met de traditionele vertaling van de teksten. Toegepast op de medische faculteit maakte dit, dat men opnieuw moest beginnen met experimenteren. In de medische faculteit werd deze stroming vooral door Thriverius bepleit. Dodoens heeft deze positieve aanpak van het Collegium Trilingue toegepast op al zijn werkterreinen. Dit blijkt uit zijn botanische en medische publicaties en uit het feit dat hij zijn patiënten zeer nauwgezet volgde.

## Het begin van zijn wetenschappelijke carrière
Hoewel we Dodoens vooral kennen als botanicus en geneesheer, besteedde hij de eerste jaren na zijn studies aan kosmografie. Hij publiceerde het boek Cosmographia in astronomiam et geographiam isagoge. Het werk was bedoeld om mensen die de mogelijkheid niet hadden om door zelfstudie kennis te vergaren, de mogelijkheid te bieden om de eenvoudige principes van kosmologie onder de knie te krijgen. In dit werk vermeldt hij meerdere keren het werk van Nicolaas Copernicus, de renaissancevader van het heliocentrisme. Dodoens was zeer geïnteresseerd in Copernicus' waarnemingen en berekeningen, maar nam zelf nog geen standpunt in in de discussie rond geo- of heliocentrisme. Hij publiceerde in 1584 De sphaera als verbeterde versie van zijn Cosmographia isagoge in Leiden.

## De geneesheer Dodoens
In 1541 begon zijn medische carrière als stadsgeneesheer in Mechelen; hij bekleedde dat ambt 33 jaar, bestudeerde er de lokale flora en legde een eigen plantentuin aan. Rond 1557 werd hem een leerstoel aangeboden in Leuven om geneeskunde te doceren. Hij ging er echter niet op in door een conflict over zijn loon.
Een paar maanden later werd hem ook het ambt van lijfarts van Filips II van Spanje aangeboden, maar door inmenging van de hertog van Alva, die de invloed uit de Nederlanden aan het hof wilde inperken, werd Dodoens niet de opvolger van Vesalius.
Dodoens ging wel in op het aanbod om aan het Weense hof de lijfarts van keizer Maximiliaan II van het Heilige Roomse Rijk (1527-1576) te worden, gevolgd door dezelfde functie voor keizer Rudolf II. In de drie jaar dat hij daar was legde hij contacten met andere Europese botanici, Carolus Clusius was er toen hofbotanicus. Voor het beheer van zijn goederen wilde hij terugkeren naar de Nederlanden, doch in verband met de oorlogsomstandigheden was hij pas eind 1581 terug.
Ten slotte ging hij in Leiden op 65-jarige leeftijd colleges geven over inwendige ziekten. Hij doceerde daarover tot zijn dood drie jaar later.

## Zijn geneeskundige werken
Zijn eerste geneeskundige werk was Het Koortsenboek of Pauli aegineti de febribus et iis quae febribus superveniunt, liber unus uit 1546. Hij publiceerde hierin enkele correcties en aanvullingen die hij had aangebracht in de vertaling van Joannes Guinterius, die een medische encyclopedie van Paulus van Aegina, een Byzantijnse arts uit de 7e eeuw, uit het Grieks vertaald had naar het Latijn. Dodoens vergeleek die vertaling met de oorspronkelijke tekst en kon zo enkele verbeteringen aanbrengen.
Ook schreef hij samen met enkele leerlingen een bondig boek over de menselijke anatomie, Physiologicae medicinae partis tabulae expeditae (1550). 
Op het einde van zijn leven schreef hij nog Medicinalium observatorionum exempla rara, een werk over bijzondere en zeldzame ziekten die hij in zijn medische carrière had gezien. Dit werd in 1580 uitgegeven bij Christoffel Plantijn te Leiden.

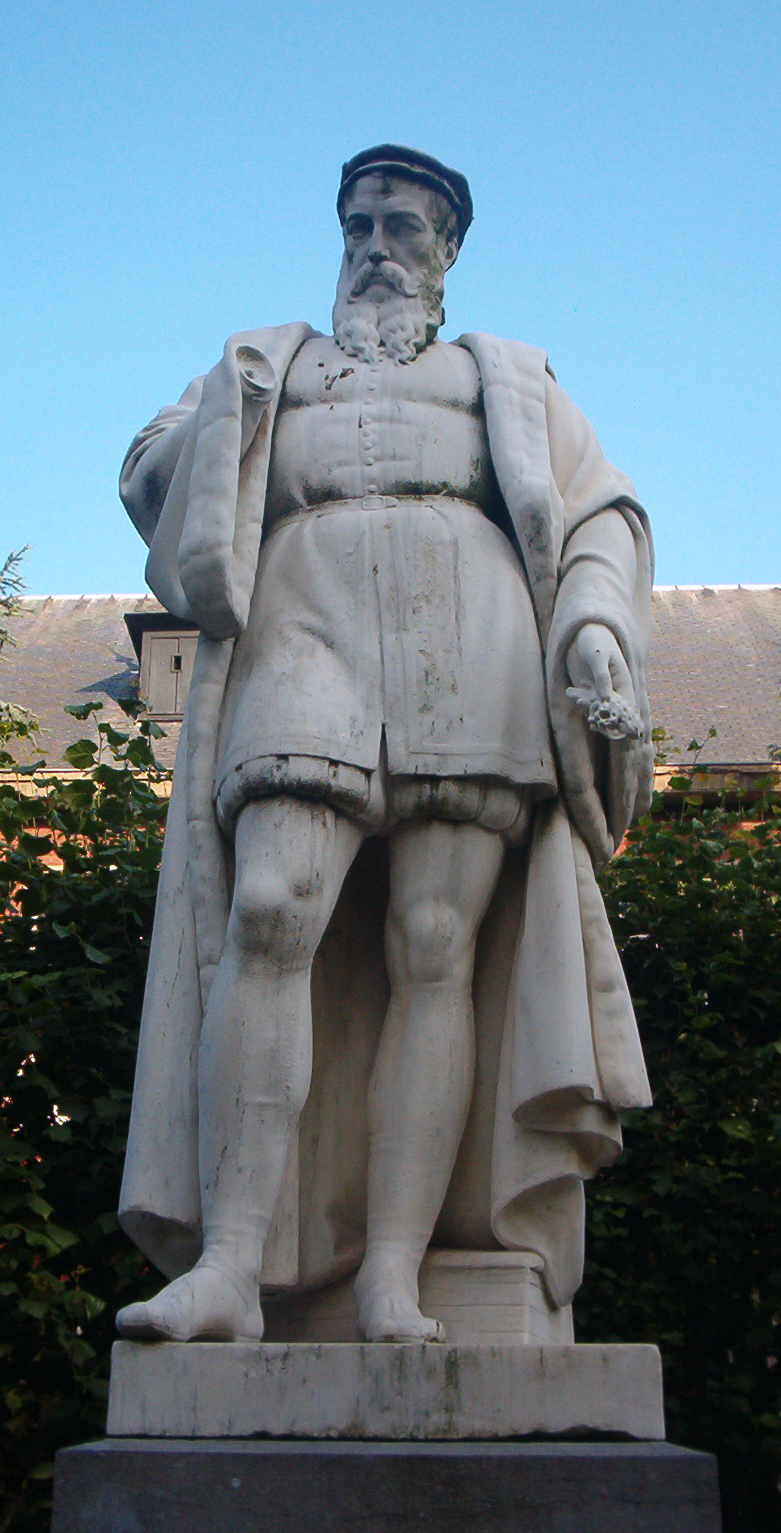
Het standbeeld van Dodoens in de Mechelse Kruidtuin

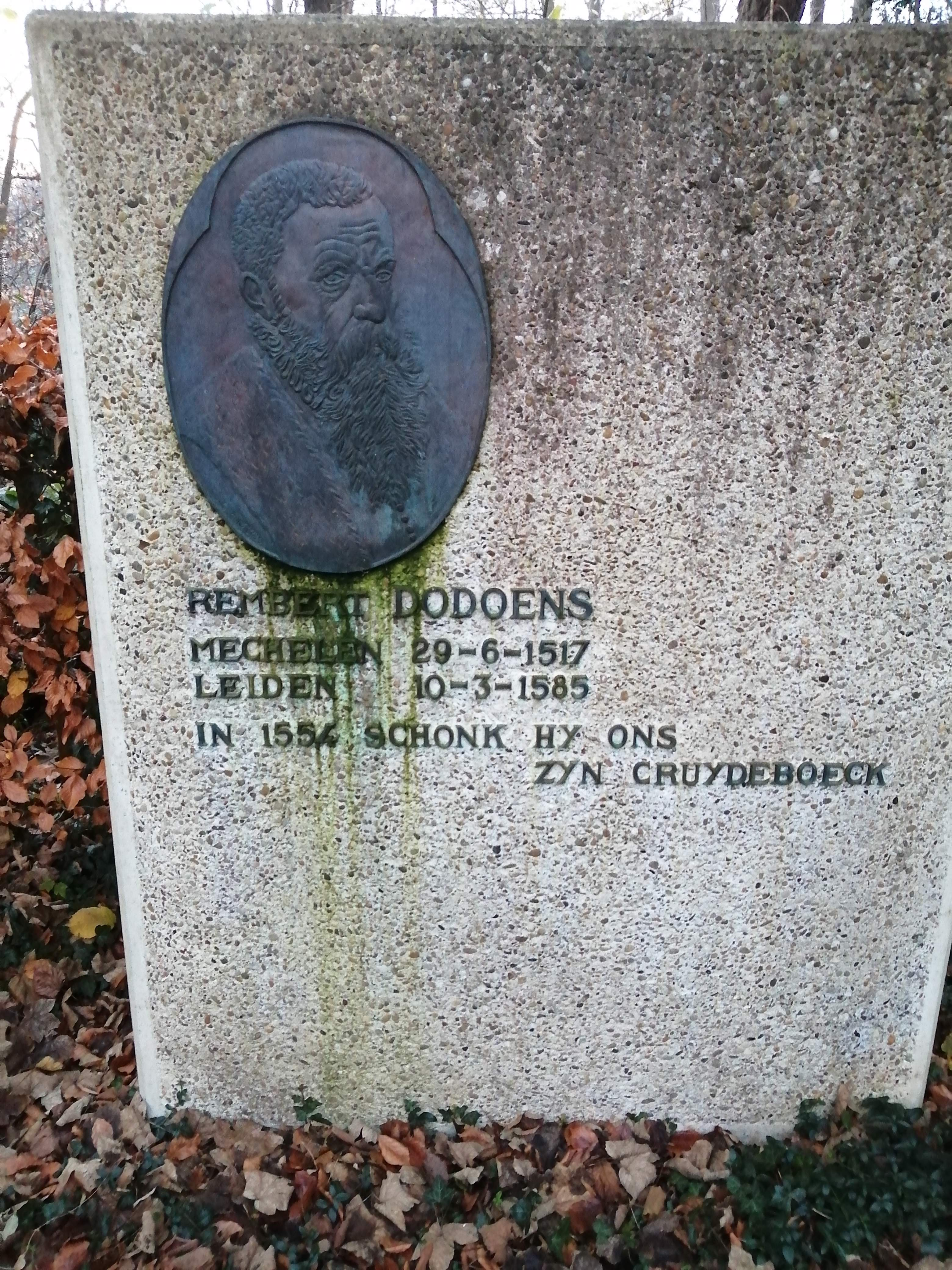
Gedenksteen in kruidentuin Schilde, waar hij in 1554 zijn Cruydeboeck schonk

## De botanicus Dodoens

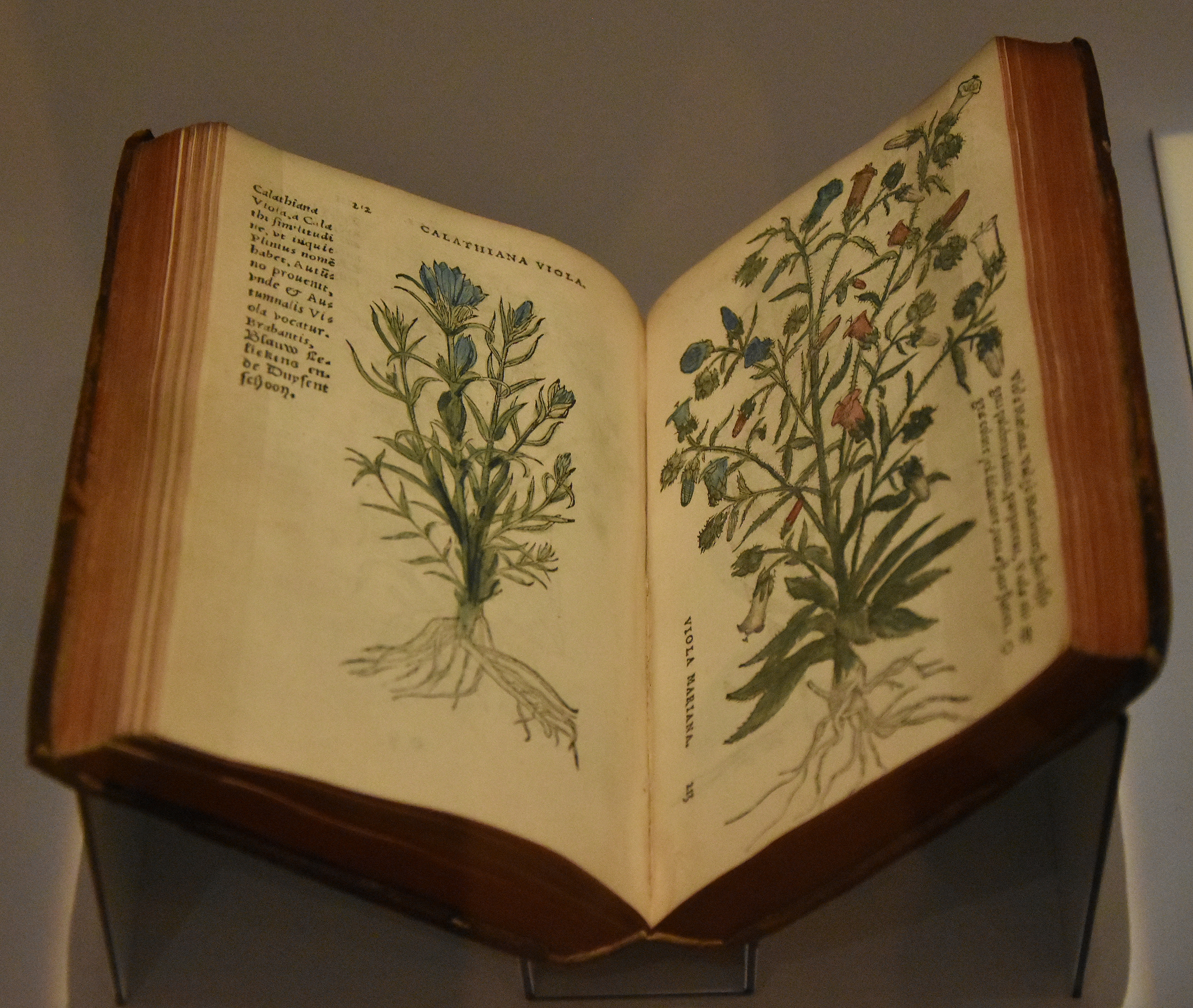
Cruydeboeck (1554) Museum Hof van Busleyden Mechelen

Dodoens was erg geïnteresseerd in plantkunde als ondersteuning van zijn praktijk als geneesheer en was de eerste om een groot aantal inheemse en exotische planten te beschrijven uit de siertuinen van gegoede burgers, en vooral uit de plantentuin van de Antwerpse apotheker Peeter van Coudenberghe. Hij greep dan ook de kans om De historia stirpium commentarii insignes van Leonhart Fuchs te vertalen in het Nederlands. Die vertaling, Den nieuwen herbarius, dat is dboeck van den cruyden, verscheen in 1543, een jaar nadat de originele versie was uitgekomen. De vertaling verscheen echter onder de naam van Leonhart Fuchs, maar het is door de volgende elementen duidelijk dat Dodoens de vertaler was.
1. Voor veel planten worden in de Nederlandse vertaling vindplaatsen aangegeven uit Mechelen, hoewel die niet in de oorspronkelijke teksten vermeld staan.
2. De terminologie in de vertaling is bijna identiek aan die in Dodoens' Cruydeboeck.

Hierna wordt hij door Jan van der Loe, een Antwerpse drukker, gecontacteerd om een plantenatlas op te stellen. Hij publiceerde bij hem het Cruydeboeck in 1554.
Terwijl hij aan het hof was, reisde hij veel mee met het gevolg van keizer Maximiliaan II, zodat hij veel nieuwe planten ontdekte en kon beschrijven uit Duitsland, Oostenrijk en Hongarije. Na afloop ging hij naar Antwerpen, waar hij zijn werk liet drukken bij Christoffel Plantijn in 1583, namelijk Stirpium historia pemptades sex.

## De vernieuwingen van Dodoens
De eerste belangrijke inbreng van Dodoens voor de plantkunde was, dat hij zelf planten ging zoeken en beschrijven. Hieruit volgde een enorme toename van het aantal beschreven soorten. Hij heeft ongeveer 1340 soorten zelf beschreven, waarvan er een 600-tal nieuw was.
Bij het totaal aantal beschreven soorten moet wel een kleine opmerking worden geplaatst. Histoire des plantes uit 1557 is de vertaalde versie van Dodoens' Cruydeboeck uit 1554. Het werd vertaald door Carolus Clusius (Charles de l'Écluse), die zelf ook een groot botanicus was. In deze versie is het de vraag in hoeverre de nieuw beschreven planten door Dodoens zijn beschreven of door Clusius. Het laatste hoofdstuk van het boek, La description d'aucunes gommes et liqueurs, provenant tant des arbres, que des herbes, is zeker in zijn geheel afkomstig van Clusius. Het gaat over een dertigtal planten en hun etherische oliën. Dan zijn er nog de overige 200 nieuwe soorten die in het boek vermeld staan, waarover men kan discussiëren wie ze heeft ontdekt. Men heeft hiervoor de vindplaatsen van de vermelde planten nagetrokken, maar dit levert voor geen van beiden een overtuigend proargument op.
De tweede innovatie is dat hij de kloosterlingen, die beweerden dat een geneeskrachtige plant een "teken" had waaruit de werking van de plant kon worden afgeleid, niet volgde. Hij probeerde nieuwe medicijnen altijd grondig uit en bleef de patiënten lang volgen om zo de werking van een geneesmiddel te onderzoeken.
De derde belangrijke ontwikkeling bij Dodoens was dat hij een fundamentele vernieuwing invoerde in de classificatie van de planten. In zijn Cruydeboeck van 1554 breekt hij resoluut met de traditie door de planten niet meer alfabetisch te rangschikken, maar volgens hun uiterlijke kenmerken. Dit was van enorm belang voor de biologie. Op die manier stelde hij een systematisch kader op waarin de planten geplaatst konden worden. Deze eerste poging was verre van volmaakt, maar 29 jaar later deelde hij in zijn Stirpium historiae pemptades sex de planten in 26 groepen in. Deze werden nog eens in 6 pemptaden gegroepeerd. Veel plantensoorten werden toen al samengeplaatst in hun huidige geslacht en familie. Hij steunde in zijn systeem vooral op vegetatieve kenmerken van planten: bladeren, stengel en kroonbladeren. Om al deze nieuwe kenmerken weer te geven was het cruciaal voor hem dat zijn herbaria degelijk geïllustreerd waren; hij liet ze illustreren door de gerenommeerde Mechelse tekenaar Pieter Van der Borcht.
Zijn voornaamste fouten in de classificatie waren dat hij de klassieke indeling van planten in kruiden, heesters, halfhoutige en houtige planten nog behield en dat hij vaak planten mannelijk of vrouwelijk noemde, terwijl het twee verwante soorten met verschillende afmetingen betrof. Hij had ook nog geen idee van de seksuele functie van een bloem. Wel had Dodoens al vastgesteld dat een vrucht uit een stamper ontstaat, maar de functie van de meeldraden was volgens hem niets meer dan het beschermen van de stamper.

## De invloed van zijn oeuvre
Dodoens moest als stadsgeneesheer de apothekers controleren en kwam veel met hen in contact door zijn artsenpraktijk. Zoals alle takken van de wetenschap stond de farmacie in de tijd van Dodoens nog in haar kinderschoenen. Voor het geneeskundig toepassen van stoffen en kruiden baseerden de apothekers zich al 1500 jaar lang voornamelijk op de Grieks-Romeinse traditie en met name het werk van Pedanius Dioscorides. Hierdoor moesten de meeste ingrediënten uit het Middellandse Zeegebied en het Oosten komen. Maar door de beperkte transportmogelijkheden en de kostprijs kwamen de apothekers vaak niet aan hun producten. Dit had als gevolg, dat veel apothekers bepaalde stoffen door “gelijkaardige” gingen vervangen, zodat het geringe effect dat het geneesmiddel mogelijk gehad zou hebben, helemaal afwezig was. 
Dodoens schreef veel van zijn werken in de Nederlandse volkstaal, zodat de doorsnee-apotheker het kon begrijpen. Hij ging ook diep in op de eisen qua herkomst, oogst, bewaring, geur, smaak en kleur van de kruiden, zodat apothekers sneller valse producten konden onderscheiden van echte, maar ook de echt giftige kruiden konden herkennen. De farmaceutica had op die manier het snelste baat bij zijn werk. Zijn classificatiesysteem had ook een grote invloed op de botanici na hem; het was een van de systemen die Linnaeus gebruikte om zijn definitieve taxonomische model op te stellen. De werken van Dodoens werden ook in de meeste Europese talen vertaald en zelfs in het Japans. Zo beïnvloedden ze de verdere beschrijving en indeling van de planten uit de koloniën van de Europese landen.

## Werk
In 1554 verscheen in het Nederlands zijn Cruydeboeck, een werk van 818 pagina's met 715 afbeeldingen (200 nieuwe, de overige waren afkomstig uit De historia stirpium van Fuchs), en opgedragen aan Maria van Hongarije. Hij besprak daarin 1060 planten, die hij in zes groepen verdeelde. De geneeskruiden worden er (als derde groep, met 121 afbeeldingen)) uitvoerig in beschreven, waardoor het werk lange tijd als een farmacopee werd beschouwd. 
De overige delen betreffen: De plantensoorten die schijnbaar geen bijzondere eigenschappen bezitten (182 afbeeldingen); de bloemen en planten die opvallen door hun bloemen, geuren of zaadvorming (142 afbeeldingen); de graangewassen, groenten en voederplanten (79 afbeeldingen); de culinaire kruiden, wortels en vruchten (121 afbeeldingen); de bomen en struiken (70 afbeeldingen).
Het boek werd herhaaldelijk opnieuw uitgegeven, in steeds uitgebreidere vorm, het laatst in 1644. Een Franse vertaling door Carolus Clusius verscheen reeds in 1557 als Histoire des plantes (waarbij Dodoens het werk uitbreidde tot 1291 planten en 806 afbeeldingen). Een Latijnse bewerking verscheen in 1583 bij Plantijn. Van de derde uitgave (van 1618) verscheen in 1792 een Japanse vertaling. In 1968 werd in Leuven een anastatische herdruk uitgegeven en in 1971 verscheen in Nederland een facsimile uitgave van het oorspronkelijke werk uit 1554.
Dodoens schreef verder enige werken over kosmografie en geneeskunde (in het Latijn), waaronder:

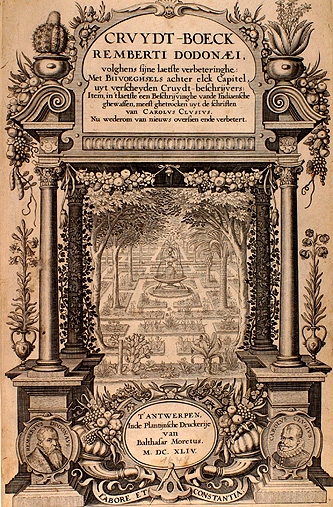
Titelpagina van het Cruydt-Boeck in de uitgave van 1644

- Cosmographica in astronomiam et geographiam isagoge (1548);
- De frugum historia (1552);
- Trium priorum de stirpium historia commentariorum imagines (1553);
- Posteriorum trium de stirpium historia commentariorum imagines (1554);
- Cruydeboeck (1554) (dit was het tweede boek gedrukt door Plantijn);
- Physiologices medicinae tabulae (1580);
- Medicinalium observationum exempla rara (1581);
- Stirpium historiae pemptades sex (1583);
- Praxis medica (1616) (postuum verschenen);
- Ars medica, ofte ghenees-kunst (1624) (idem).

## Eerbewijzen
- Linnaeus heeft het plantengeslacht Dodonaea (familie Sapindaceae) naar hem vernoemd. Andere planten die naar hem vernoemd werden zijn Ilex dodonaea (= Comocladia dodonaea), Epilobium dodonaei, Phellandrium dodonaei (= Oenanthe fistulosa), Smyrnium dodonaei (een schermbloem, maar onduidelijk is welke), Hypericum dodonaei, nom. inval. (een hertshooi, maar onduidelijk is welke) en Pelargonium dodonaei (een Pelargonium, maar onduidelijk is welke).
- Een standbeeld van Dodoens is te zien in de Mechelse Kruidtuin (zie foto).
- In 2005 eindigde hij op nr. 62 in de Vlaamse versie van de verkiezing van De Grootste Belg.

- Biblioteca Nacional de España: XX908551
- Bibliothèque nationale de France: cb12466631r (data)
- Author citation (botany): Dodoens
- Biografisch Portaal: 63658348
- CiNii: DA06530415
- Digitale Bibliotheek voor de Nederlandse Letteren: dodo001
- Gemeinsame Normdatei: 117646083
- International Standard Name Identifier: 0000 0001 0875 0648
- Library of Congress Control Number: n84805391
- Nationale Bibliotheek van Tsjechië: nlk20020104238
- Nationale Bibliotheek van Israël: 987007271918105171
- Nederlandse Thesaurus van Auteursnamen: 070006725
- RKD-Nederlands Instituut voor Kunstgeschiedenis: 466895
- Istituto Centrale per il Catalogo Unico: SBLV106327
- LIBRIS: 224026
- SNAC: w6vb09cp
- Système universitaire de documentation: 033850798
- Virtual International Authority File: 17321426
- WorldCat: E39PBJcGrM4V4FywXPTRxWrjG3